# Segonzano
Segonzano település Olaszországban, Trento megyében. Lakosainak száma 1369 fő (2023. január 1.). Segonzano Bedollo, Cembra Lisignago, Lona–Lases, Sover, Altavalle és Baselga di Piné községekkel határos.

## Népesség
A település népességének változása:
| Lakosok száma | 1462 | 1447 | 1369 |
|               | 2017 | 2018 | 2023 |